# Jonathan Sagall
Jonathan Sagall (hebreu: יהונתן סגל‎; nascut el 23 d'abril de 1959) és un actor, director, productor i guionista israelià nascut al Canadà.

## Primers anys
Sagall va néixer en una família jueva a Toronto, Ontario, Canadà. Diversos membres de la seva família van ser supervivents de l'Holocaust, que aleshores va immigrar de Polònia a Israel després de la Segona Guerra Mundial, després al Canadà. Sagall va emigrar a Israel des del Canadà amb la seva família als 3 anys. Durant la resta de la seva infància, Sagall va créixer a Haifa, i finalment es va graduar a l'Escola Hebrea Reali d'aquesta ciutat. La seva mare, Ruth Sagall, era actriu al Teatre Haifa.

## Carrera
De jove, Sagall va fer obres escèniques per als teatres israelians locals. La seva primera aparició com a actor es va produir en una pel·lícula de televisió israeliana de 1977 que no va guanyar gaire atenció. Sagall va obtenir molt d'èxit després que va interpretar a Momo a l'exitosa pel·lícula israeliana de 1978 Eskimo Limon que es va convertir en una pel·lícula de culte israeliana, i va repetir el paper en 6 de les 7 seqüeles: Yotzim Kavua (1979), Shifshuf Naim (1981), Private Popsicle (1982) ), Baby Love (1984), Young Love (1987) i Summertime Blues (1988).
El 1979, Sagall va ser un actor de la sèrie New Media Bible com a Joseph.
El 1983, Sagall va interpretar el paper principal al drama Nagu'a dirigit per Amos Guttman, on va interpretar un jove homosexual solitari que intenta trobar l'amor i trencar-se. al negoci del cinema. A mitjans dels anys vuitanta, Sagall va començar a produir i dirigir curtmetratges.
Va aparèixer al costat de Diane Keaton a la pel·lícula de George Roy Hill de 1984 La noia del timbal. El 1992 Sagall va ser elegida per interpretar el paper de Poldek Pfefferberg, a la pel·lícula La llista de Schindler, produïda i dirigida per Steven Spielberg.
Com a guionista i director de cinema, Sagall va crear i dirigir la pel·lícula dramàtica de 1998 Link City (קשר עיר), en la qual també va tenir un paper secundari.
La seva pel·lícula de 1999 Kesher Ir va ser presentada al 49è Festival Internacional de Cinema de Berlín.<. També va participar en la XX edició de la Mostra de València, on va guanyar la Palmera d'or i el premi al millor guió.
L'any 2007, Sagall va participar en la sèrie de televisió HaMakom (The Place) al Canal 10.
La seva pel·lícula de 2011 Lipstikka es va estrenar al 61è Festival Internacional de Cinema de Berlín i va ser nominada a l'Ós d'Or.

## Filmografia
| Cinema | Cinema                 | Cinema                | Cinema |
| Any    | Títol                  | Paper                 | Notes  |
| ------ | ---------------------- | --------------------- | ------ |
| 1978   | Eskimo Limon           | Momo / Bobby / Momo   |        |
| 1979   | Yotzim Kavua           | Momo / Bobby          |        |
| 1981   | Shifshuf Naim          | Bobby / Momo          |        |
| 1982   | Nagu'a                 | Robi                  |        |
| 1982   | Private Popsicle       | Momo / Bobbie         |        |
| 1983   | Ha-Megillah '83        |                       |        |
| 1983   | Baby Love              | Momo / Bobbie         |        |
| 1984   | La noia del timbal     | Teddy                 |        |
| 1987   | Young Love             | Bobby                 |        |
| 1988   | Summertime Blues       | Bobby                 |        |
| 1993   | La llista de Schindler | Poldek Pfefferberg    |        |
| 1999   | Kesher Ir              | Emanuel / Amant d’Eva |        |
| 2011   | Lipstikka              |                       |        |